# Matsushita Kazuma
Kazuma Matsushita (sinh ngày 25 tháng 6 năm 1982) là một cầu thủ bóng đá người Nhật Bản.

## Sự nghiệp câu lạc bộ
Kazuma Matsushita đã từng chơi cho Kataller Toyama.